# Percy Jackson y los dioses del Olimpo
Percy Jackson y los dioses del Olimpo es una serie de libros de aventuras y fantasía escrita por Rick Riordan. La obra está ambientada en los Estados Unidos en la época actual pero está basada en un suceso destacado en la mitología griega. Consta de cinco libros, así como cinco spin-off. Más de 45 millones de copias de los libros han sido vendidas en más de 32 países. Es una obra de Las Crónicas del Campamento Mestizo.
El protagonista es Percy Jackson, un joven semidiós, hijo de  Poseidón, dios griego del mar y los terremotos y una mortal, Sally Jackson. Un día Percy, descubre que todos los mitos de la antigua Grecia son reales junto con sus respectivos dioses, que viven en el Olimpo, ahora situado en el piso 600 del Empire State Building. El joven semidiós descubrirá en el Campamento Mestizo (un campamento para semidioses, donde ellos cultivan sus habilidades para la lucha y controlan sus poderes) donde conocera a Annabeth Chase, hija de Atenea, y a Grover, un sátiro, quien lo llevó hasta allí y con quienes vivirá interminables aventuras con el objetivo de salvar al mundo de Cronos, el rey de los titanes, que pretende destruir el Olimpo acabando así con el mundo actual. 
Esta revisión de la mitología griega clásica trae a la actualidad antiguos mitos como el de la Medusa, el Inframundo, el Minotauro y Equidna, y los trae a la actualidad como padres de la civilización occidental.
La última novela de la serie, El último héroe del Olimpo, fue seguida unos meses después por El héroe perdido, la primera novela de la nueva serie de libros de Percy Jackson: Los héroes del Olimpo.

## Origen
'El ladrón del rayo para la saga de Percy Jackson comenzó cuando Rick Riordan empezó a inventar cuentos para su hijo Haley Riordan, quien recién había sido diagnosticado con TDAH y dislexia. Su hijo había estado estudiando mitología griega en segundo grado y le pedía a su padre que le contara cuentos para irse a dormir basados en la mitología griega. Cuando a Riordan se le acabaron los mitos, su hijo le sugirió que inventara nuevas historias usando personajes mitológicos existentes y algunos nuevos. Esto la crear el personaje ficticio de Percy Jackson y crear la historia en la que viaja por todos los Estados Unidos para recuperar el rayo de Zeus.

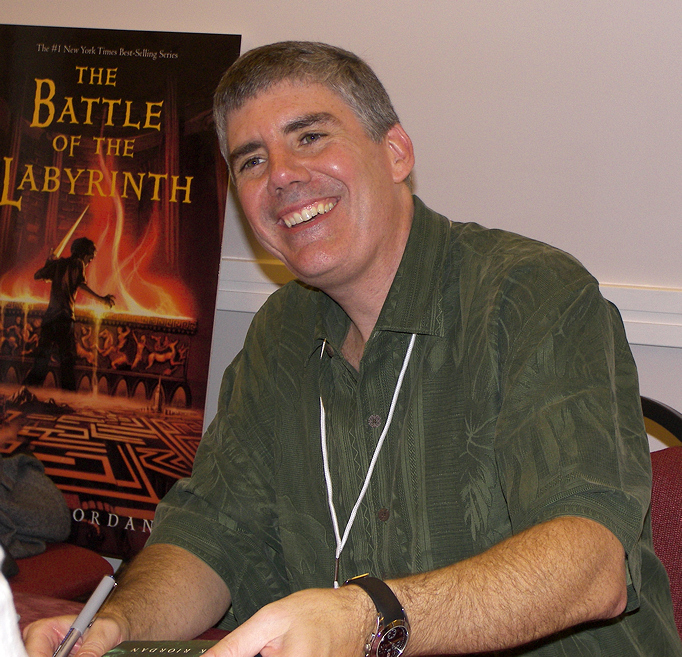
Riordan en el Festival del Libro de Texas en noviembre de 2007, haciendo publicidad para el libro cuatro.

Mientras dejaba su escrito con su agente y editor para que lo revisaran, Riordan llevó su libro con un grupo de sexto, séptimo y octavo grado para que lo leyeran y criticaran. Se ganó su aprobación, y con su ayuda pensó en el nombre del libro y creó el modo en que la espada de Percy funcionaba. En el 2004 el libro fue vendido a Miramax Books por suficiente dinero que le permitió a Riordan dejar su trabajo y concentrarse en escribir. Después de ser lanzado el 28 de junio del 2005, vendió más de 1.2 millones de copias. El libro fue lanzado en múltiples versiones, incluyendo pasta dura, paperback y versiones de audiolibro. Ha sido traducido a aproximadamente 35 idiomas y se han vendido más de 45 millones de copias

## Libros

### El ladrón del rayo

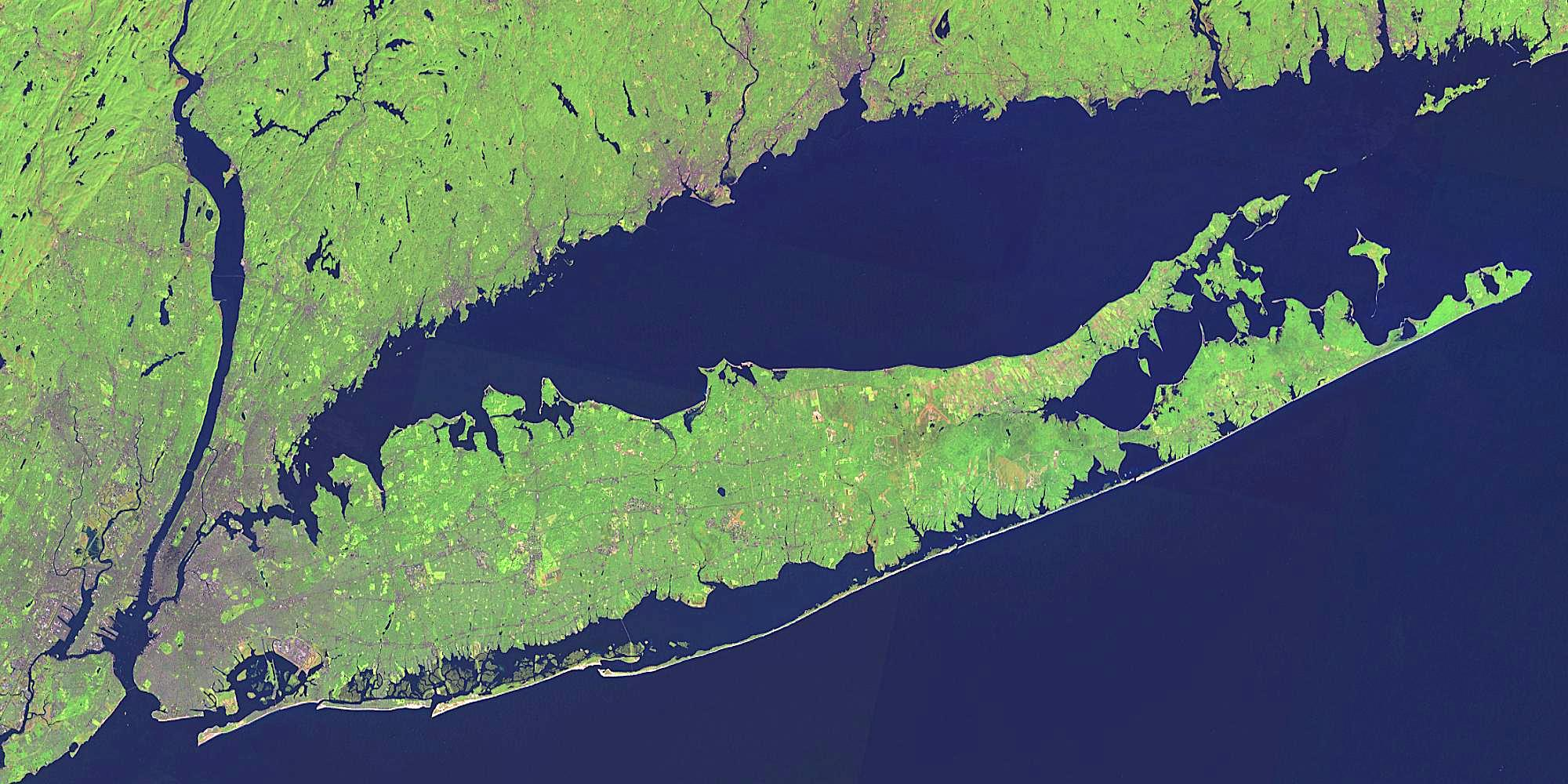
En Long Island Sound se sitúa el Campamento Mestizo.

#### Sinopsis

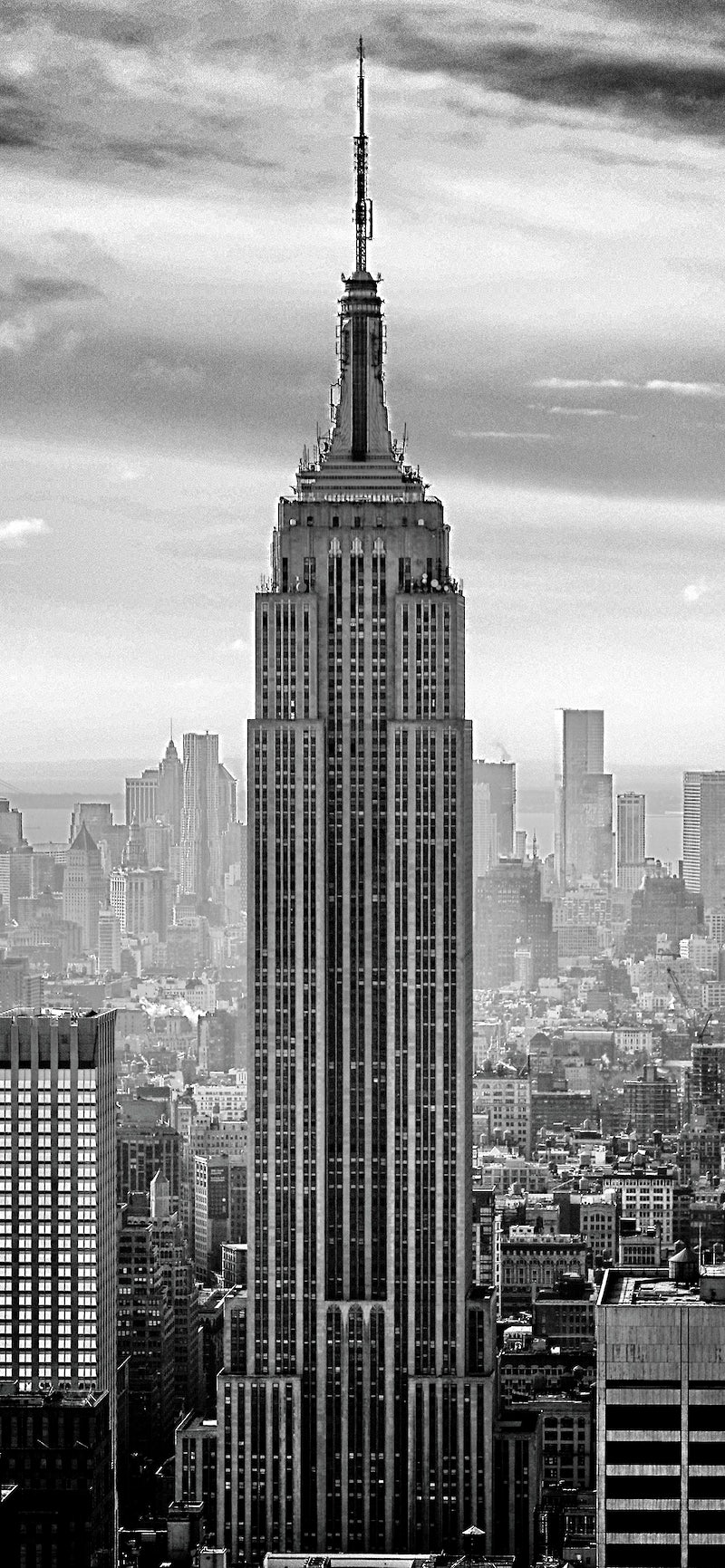
Empire State Building, en NY. Es citado en los libros como la nueva sede del Olimpo, ya que "los dioses se mueven a la civilización más fuerte".

Percy Jackson vive una vida tranquila, en Nueva York, estudiando en un internado para niños con problemas y dislexia. Percy no sabe la verdad acerca de su origen, hasta que en una visita a un museo es atacado por su maestra de cálculo que resulta ser una Furia. Salvado por su profesor el señor Bruner (quien le entrega una espada). Después de esto todo el colegio misteriosamente se olvida de dicha profesora y nadie la menciona de nuevo, pero Percy está seguro que no la imaginó. Cuando el curso acaba y debe volver a casa con su horrible padrastro Gabe y su madre Sally Jackson, Grover su mejor amigo, le pide acompañarlo.  Aunque después  Percy lo abandona en una estación de autobuses y sale con su madre de viaje, pero en el viaje  es interrumpido por un minotauro, junto con Grover y su madre abandona la playa a la que fueron, para dirigirse al campamento mestizo, La madre de Percy "muere" durante el trayecto a manos del Minotauro, al que Percy derrotaría después. Una vez en el campamento, Percy descubre que es hijo de Poseidón, lo que hace que tengan bastante interés en él, debido a la promesa que hicieron los 3 grandes dioses quienes son Zeus dios de los cielos, Hades dios del inframundo y Poseidón dios de los océanos, la promesa era que ninguno tendría hijos con mortales, porque según una profecía, un hijo de estos 3 dioses salvaría o destruiría el olimpo, cuando esto es descubierto, numerosos monstruos comandados por Hades deciden perseguirle y atacarle ya que según una antigua profecía un hijo de Poseidón, Hades o Zeus tomará la decisión de destruir o salvar el Olimpo, por esto el papel de Percy es tan importante, ayudado por Grover quien era el que lo vigilaba de cerca para que Percy esté sano y salvo. En el Campamento Mestizo conoce a Annabeth, hija de Atenea, diosa de la sabiduría. Grover, Percy y Annabeth son escogidos para una misión a contra reloj  en la que tienen que recuperar el Rayo Maestro de Zeus antes de que llegue el solsticio de verano, ya que Zeus piensa que lo robó Poseidón ayudado por Percy, Percy decide limpiar su honor y el de su padre, realizando unas peligrosas aventuras para recuperarlo.

#### Profecía
Irás al oeste, donde te enfrentarás al dios que se ha rebelado.
Encontrarás lo robado y lo devolverás.
Serás traicionado por quien dice ser tu amigo.
Al final, no conseguirás salvar lo más importante...
Oráculo de Delfos

#### Capítulos
| Cap. | Estados Unidos                                 | España                                                              |
| ---- | ---------------------------------------------- | ------------------------------------------------------------------- |
| 1    | I accidentally vaporize my pre-algebra teacher | Pulverizo accidentalmente a mi profesora de introducción al álgebra |
| 2    | Three old ladies knit the socks of death       | Tres ancianas tejen los calcetines de la muerte                     |
| 3    | Grover unexpectedly loses his pants            | Grover pierde inesperadamente los pantalones                        |
| 4    | My mother teaches me bullfighting              | Mi madre me enseña a torear                                         |
| 5    | I play pinochle with a horse                   | Juego al pinacle con un caballo                                     |
| 6    | I become supreme lord of the bathroom          | Me convierto en el señor supremo del lavabo                         |
| 7    | My dinner goes up in smoke                     | Mi cena se desvanece en humo                                        |
| 8    | We capture a flag                              | Capturamos una bandera                                              |
| 9    | I am offered a quest                           | Me ofrecen una misión                                               |
| 10   | I ruin a perfectly good bus                    | Estropeo un autobús en perfecto estado                              |
| 11   | We visit the Garden Gnome Emporium             | Visitamos el emporio de gnomos de jardín                            |
| 12   | We get advice from a poodle                    | Nos asesora un caniche                                              |
| 13   | I plunge to my death                           | Me aboco a mi muerte                                                |
| 14   | I become a known fugitive                      | Me convierto en un fugitivo conocido                                |
| 15   | God buys us cheeseburgers                      | Un dios nos invita a hamburguesas                                   |
| 16   | We take a zebra to Vegas                       | Cebra hasta Las Vegas                                               |
| 17   | We shop for water beds                         | Probamos camas de agua                                              |
| 18   | Annabeth does obedience school                 | Annabeth, escuela de entrenamiento para perros                      |
| 19   | We find out the truth, sort of                 | Descubrimos la verdad, más o menos                                  |
| 20   | I battle my jerk relative                      | Me peleo contra mi pariente cretino                                 |
| 21   | I settle my tab                                | Saldo cuentas pendientes                                            |
| 22   | Prophecy comes true                            | La profecía se cumple                                               |
| 23   |                                                |                                                                     |

##### Diferencias entre el libro y la película
| Libro                                                                   | Película |
| ----------------------------------------------------------------------- | --- |
| Annabeth y Percy tienen doce años                                       | Annabeth y Percy tienen 17/18 años respectivamente                                                               |
| Percy no tiene casi ningún control sobre sus poderes                    | Percy controla sus poderes                                                                                       |
| Percy puede respirar bajo el agua                                       | Percy puede aguantar su respiración bajo el agua durante siete minutos                                           |
| Grover es tímido y torpe                                                | Grover es extrovertido y muestra un interés extremo en las mujeres                                               |
| Annabeth tiene el pelo rubio y los ojos grises                          | Annabeth es castaña y de ojos azules                                                                             |
| Luke tiene una cicatriz bajo su mejilla desde el comienzo del libro     | Luke no tenía la cicatriz en el comienzo de la película, pero Percy le hizo un corte en la mejilla con su espada |
| Clarisse es la abusona del Campamento Mestizo                           | Clarisse no aparece en la película                                                                               |
| Ares tiene un papel principal en el libro.                              | Ares no tiene trascendencia en la película                                                                       |
| Perséfone está con su madre porque no es invierno                       | Perséfone se muestra como rehén de Hades                                                                         |
| Annabeth es estratega y pelea con un cuchillo de bronce celestial       | Annabeth es guerrera y estratega, y lucha con espadas, arcos, ballestas, y utiliza el cuchillo al final.         |
| Medusa es una vieja mujer de oriente medio, con la piel color chocolate | Medusa aparece como una mujer joven y caucásica                                                                  |
| Los campistas llevan remeras naranjas, con el nombre del campamento.    | Los campistas llevan armaduras griegas                                                                           |
| El árbol de Thalia y su historia es contada                             | Thalia nunca es mencionada                                                                                       |
| Los demás campistas aceptan la misión de búsqueda del rayo              | Percy, Grover y Annabeth se van a escondidas                                                                     |

### El mar de los monstruos

#### Sinopsis

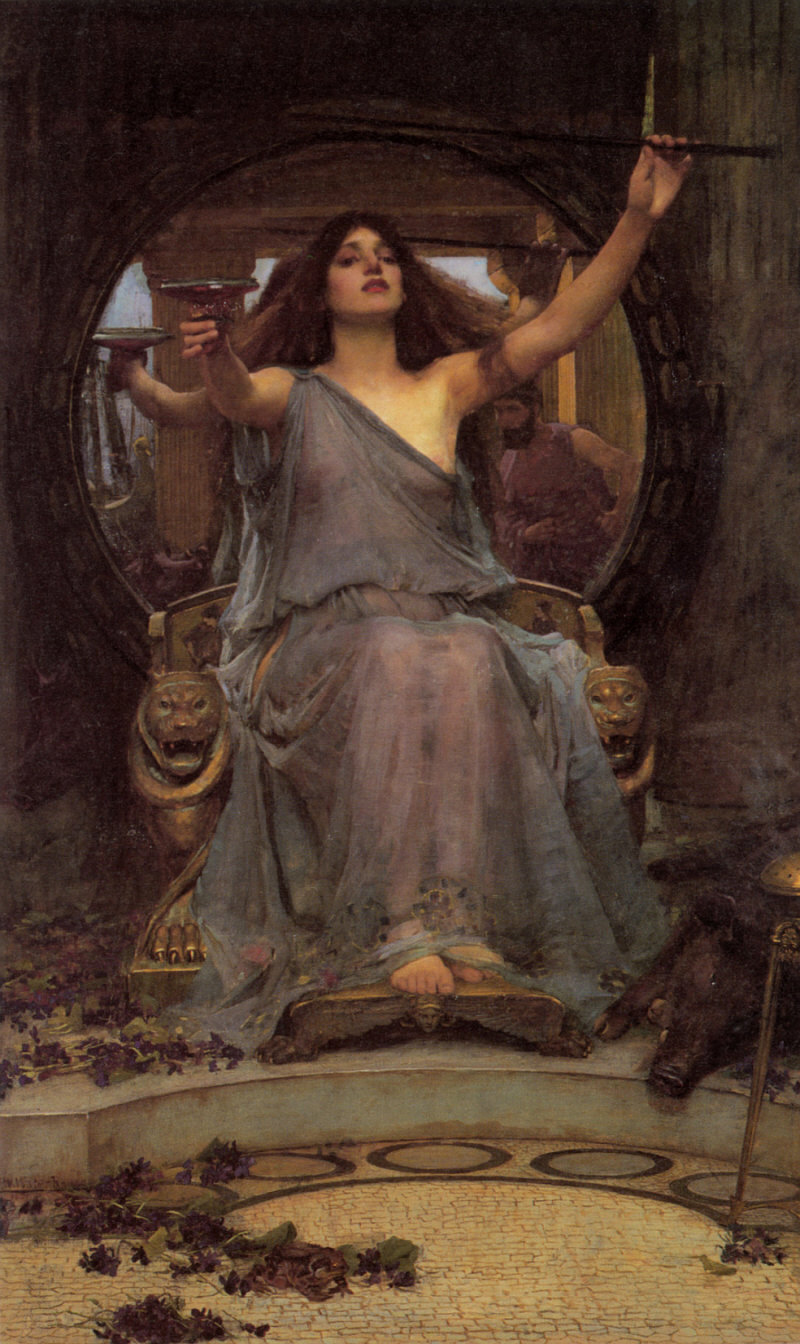
La hechicera Circe es la dueña de un spa en una isla en el Mar de los monstruos. Transforma a Percy en una cobaya, porque no le gustan los hombres, pero Annabeth consigue rescatarla.

Desde que sabe que es hijo de un dios y un mortal, Percy Jackson espera que el destino le depare continuas aventuras. Y su expectativa se cumplirá con creces. Aunque el nuevo curso en la Escuela Meriwether transcurre con inusual normalidad, un simple partido de balón prisionero acaba en batalla campal contra una banda de feroces gigantes y el gimnasio del colegio convertido en pasto de las llamas. A partir de ahí las cosas se precipitan: el perímetro mágico que protege el Campamento Mestizo es emponzoñado por un misterioso enemigo y la única seguridad con que contaban los semidioses desaparece. Esto es causado por el semidiós Luke Castellan, que sigue buscando venganza en contra de su padre Hermes y todo el Olimpo. Aquí también aparece su medio hermano Tyson, que es un Cíclope, Nació de la relación de una Ninfa del mar y Poseidón, padre de Percy tanto como de Tyson. Así, para impedir este daño irreparable, Percy, su medio hermano Tyson y sus amigos inician la travesía del temible Mar de los Monstruos, en el Triángulo de las Bermudas, en busca de lo único que puede salvar el campamento: el Vellocino de Oro. Pero antes Percy descubrirá un secreto acerca de su familia, una inquietante revelación que lo hará preguntarse si ser hijo de Poseidón es un honor o simplemente una broma cruel. El mar de los monstruos es la emocionante continuación de la serie de aventuras Percy Jackson y los Dioses del Olimpo, iniciada con El ladrón del rayo. En pleno siglo XXI, los antiguos dioses griegos han creado un mundo secreto a nuestro alrededor, donde el monte Olimpo se encuentra encima del Empire State y el reino de Hades en el subsuelo de Los Ángeles.

### La maldición del titán

#### Sinopsis

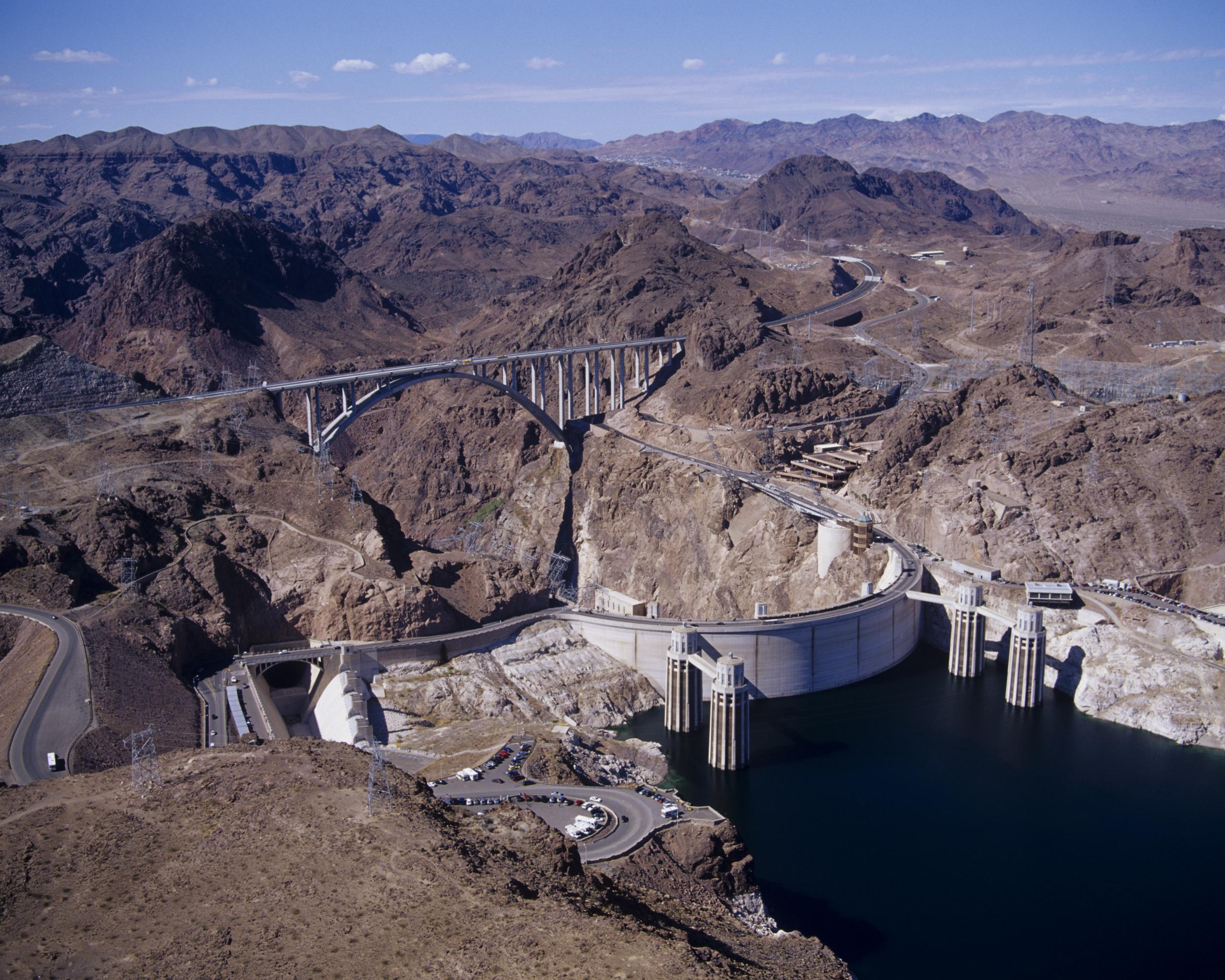
Percy, Grover, Zöe y Thalia atraviesan la Presa Hoover durante su misión de rescatar a la diosa Artemisa. Allí es donde Percy conoce a Rachel.

En una misión para rescatar a los mestizos Bianca y Nico di Angelo, Percy, Annabeth, Thalia y Grover son atacados por una mantícora, pero son rescatados por la diosa Artemisa y sus cazadoras. Sin embargo, Annabeth se cae por una corriente de agua en su intento de derrotar al monstruo en ese momento Percy intenta saltar para ir en su rescate, pero Artemisa lo detiene, Percy ve desaparecer a la manticora y con ella Annabeth. Más tarde, Artemisa es capturada por el ejército de Cronos, mientras que Luke va en busca del taurofidio, un monstruo mitad vaca, mitad serpiente que fue predicho para traer la caída de Olimpo, lo cual causas problemas, pero Percy, Annabeth y Grover logran detenerlo. Su teniente, Zoe Belladona, conduce a Bianca, Thalia y Grover en una búsqueda para salvarla. Percy, que no fue invitado a unirse a la fiesta, los sigue y eventualmente se une a su grupo. Ellos encuentran a Artemisa sosteniendo el cielo que debía sostener Atlas y a Annabeth encadenada cerca. Engañan a Atlas para que vuelva de a su posición original de nuevo. Thalia reemplaza a Zoe que después murió como teniente de Artemisa durante años. Cuando Thalia acepta el puesto como teniente de Artemisa se asegura que ella nunca llegara a cumplir 16, escapando así a la gran profecía y dejando a Percy para cumplirla. Vuelven al campamento y Percy informa a Nico de la muerte de Bianca durante el viaje. Nico culpa a Percy de no protegerla donde hay un enfrentamiento entre los dos, el cual no gana nadie sino que Percy descubre que Nico es hijo de Hades y que ahora también él podría ser el semidiós de la profecía; es ahí donde empieza la nueva aventura.

### La batalla del laberinto

#### Sinopsis

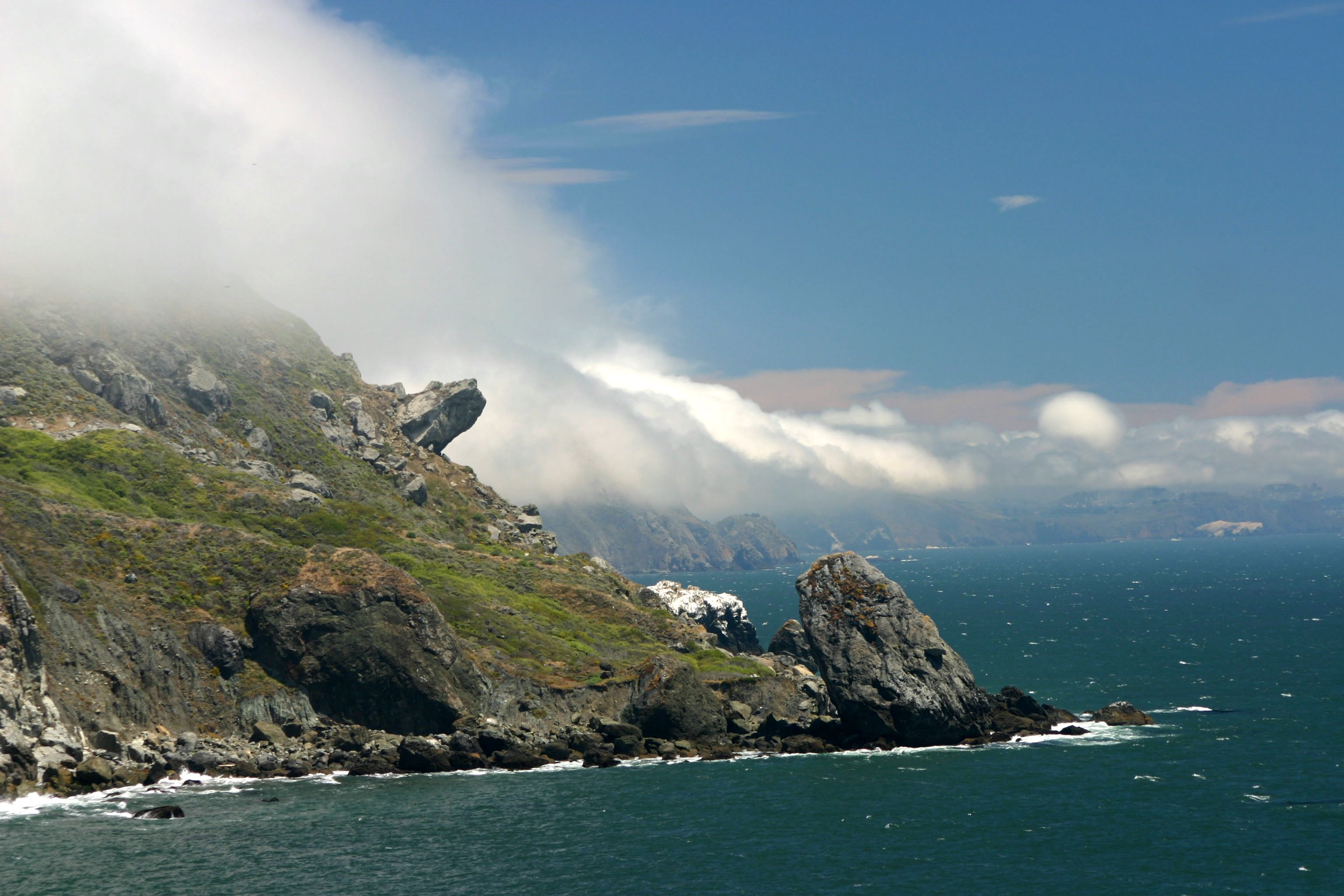
El Monte Tamalpais, donde se encuentra el cuartel general de los titanes y donde Atlas sostiene el cielo.

Al intentar volver a hacer una vida normal como mortal, Percy se encuentra con un par de empusas (criaturas con colmillos y ojos rojos) disfrazadas de animadoras que intentan eliminarlo, teniendo que ir al Campamento Mestizo con Rachel, precipitándose los acontecimientos. Cronos amenaza con destruir el Campamento Mestizo introduciéndose en él desde el laberinto de Dédalo. Esta vez, el líder de la misión será Annabeth porque ha estudiado el Laberinto durante años. La acompañarán Percy, Grover y Tyson, rompiendo la regla de tres. Percy y sus amigos intentarán llegar al centro de este para evitar que los aliados de Cronos, entre ellos Luke, puedan utilizarlo, adentrándose en un lugar ideado para acabar con quien ose profanarlo. Llegan a lugares únicos conociendo a nuevos monstruos que llevaban miles de años sin ser vistos pero que ahora, gracias a Cronos, se están levantando. Percy y Annabeth se dan un beso cuando Annabeth piensa que Percy va a morir: «Annabeth me miró como si fuese a pegarme, pero hizo algo que me sorprendió todavía más: me besó». Después de la batalla, Percy vuelve a su casa. Celebra su cumpleaños con su madre, con su padrastro Paul Boflis y con su padre Poseidón. Es en ese momento cuando aparece Nico di Angelo y le dice a Percy que tiene una manera de poder derrotar a Cronos.

### El último héroe del Olimpo

#### Sinopsis
Se va acercando el cumpleaños número 16 de Percy, con el cual se acerca la Gran profecía de preservar o destruir la civilización occidental como se la conoce. Los dioses se encuentran enfrascados en una batalla con Tifón, dejando al Olimpo desprotegido. Mientras, Percy lucha por sobrevivir a la ira de Cronos, y, por lo tanto, que este destruya el Olimpo, y su conexión con el mundo Occidental.
La profecía cada vez esta más cerca de cumplirse, Percy, Thalia y Nico pueden ser uno de los elegidos, uno decidirá el futuro del Olimpo y la humanidad. 
Si todo sale bien, Percy podrá tener una vida tranquila junto a Annabeth Chase y disfrutar de la escuela junto a ella... ¿Será posible?

## Visión general de los libros
| Volumen | Título en español          | Título Original             | Año de publicación en español | Año de publicación original |
| ------- | -------------------------- | --------------------------- | ----------------------------- | --------------------------- |
| 1       | El ladrón del rayo         | The Lightning Thief         | 2008                          | 2005                        |
| 2       | El mar de los monstruos    | The Sea of Monsters         | 2009                          | 2006                        |
| 3       | La maldición del titán     | The Titan’s Curse           | 2009                          | 2007                        |
| 4       | La batalla del laberinto   | The Battle of the Labyrinth | 2010                          | 2008                        |
| 5       | El último héroe del Olimpo | The Last Olympian           | 2010                          | 2009                        |

## Libros complementarios

### El expediente del semidiós
El expediente del semidiós, también escrito por Rick Riordan, es el primer libro complementario de la serie. Fue lanzado el 10 de febrero de 2008, ofreciendo tres narraciones breves, entrevistas con los campistas e imágenes. El ambiente está situado entre La batalla del laberinto y El último héroe del Olimpo. El libro recibió críticas mixtas, con algunas premisas que criticaban la carencia del material substancial y otros elogiando la escritura de las narraciones breves. En español se encuentra junto a las historias de "El diario del semidiós" en un compendio llamado "Percy Jackson y la vara de Hermes & otras historias de semidioses",

### Semidioses y monstruos
Semidioses y monstruos es otro libro complementario y fue publicado el 10 de febrero de 2009. Con una introducción de Riordan, ofrece los ensayos escritos por los varios autores adultos jóvenes que exploran, discuten, y proporcionan la iniciativa en la serie de Percy Jackson. En 196 páginas, también contiene la información sobre los lugares y los personajes de la serie así como un glosario de la mitología griega.

### Guía clasificada del Campamento Mestizo
Guía clasificada del Campamento Mestizo (Camp Half-Blood Confidential, en inglés) es un libro complementario lanzado el 3 de marzo de 2022 en España y el 28 de febrero de 2019 en su edición original. Sus 176 páginas incluyen tarjetas comerciales, diagramas a color y mapas. Es el tercer libro y es precedido por El expediente del semidiós y Semidioses y monstruos. Este libro tiene una carátula magnética y cuatro imágenes holográficas de los personajes que cambian en ocho personajes diferentes: Medusa, Grover, Atenea, Morfeo, Percy, Poseidón, Ares y Zeus.

## Adaptaciones

### Películas

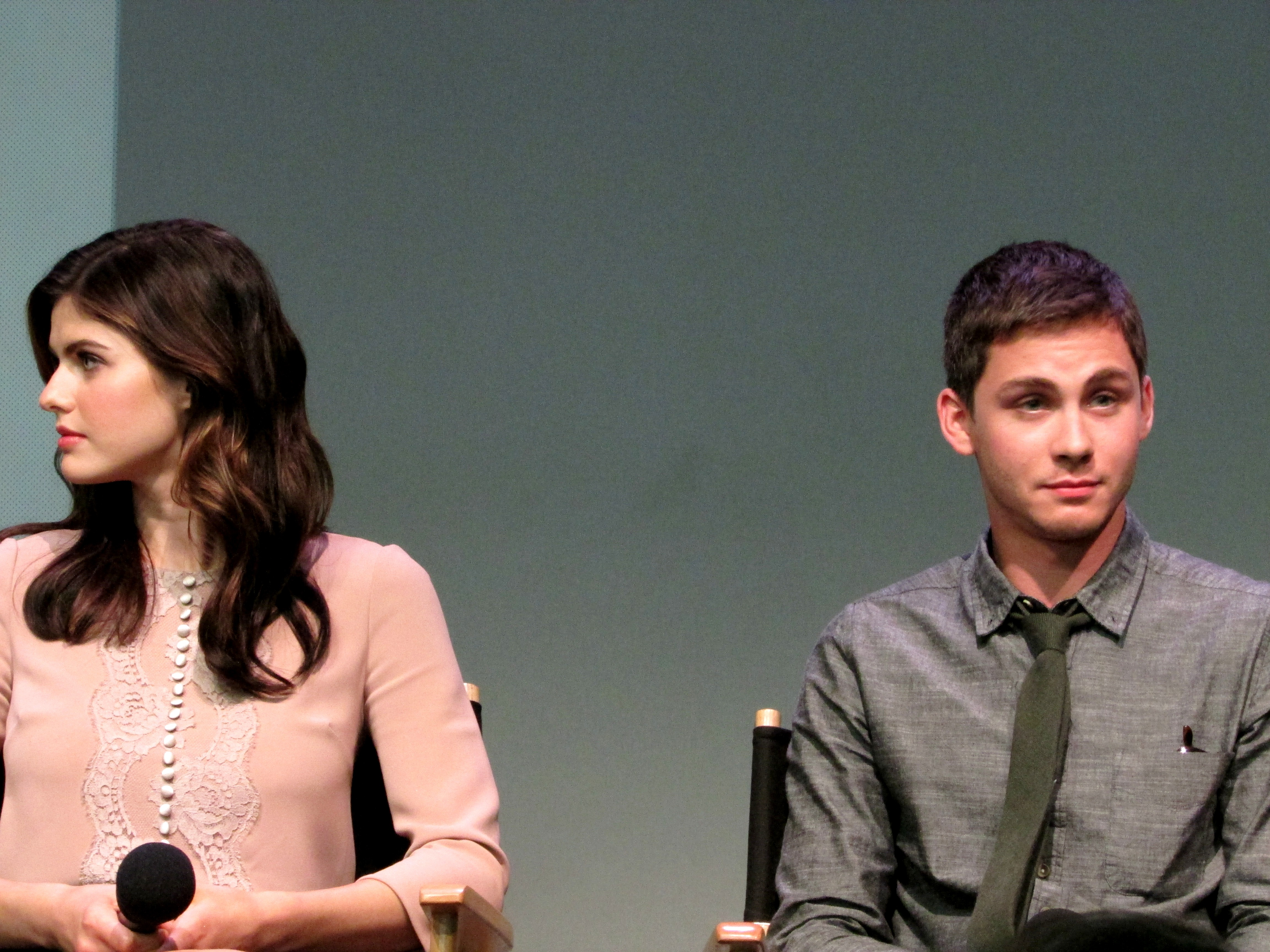
Logan Learman y Alexandra Daddario, actores de Percy Jackson y Annabeth Chase respectivamente.

Chris Columbus dirigió y produjo Percy Jackson y el ladrón del rayo para 20th Century Fox a través de 1492 Pictures. El estreno tuvo lugar el 12 de febrero de 2010.
La secuela, Percy Jackson y el mar de los monstruos, fue estrenada el 7 de agosto de 2013. La dirección es de Thor Freudenthal, y está basada en el libro de Rick Riordan El mar de los monstruos, de la serie de novelas Percy Jackson y los dioses del Olimpo. La película es la continuación de la anterior Percy Jackson y el ladrón del rayo.
Si bien no se produjeron más películas, los actores afirman tener un contrato para más producciones. Paloma Kwiatkowski, quien interpreta a Thalia Grace, afirma tener un contrato para continuar en las próximas películas, y Logan Lerman, Alexandra Daddario, Jake Abel y Brandon T. Jackson, firmaron un contrato inicial para tres películas, y han afirmado sus ganas de continuar con la franquicia. Aunque las películas recuperaron sus gastos de producción, los productores no estaban convencidos, pues esperaban un éxito mucho mayor, y por ello cancelaron las siguientes películas.
Rick Riordan afirma que nunca ha visto las películas y que no tiene esa intención; las juzga por su guion. Pese a eso, el autor confirmó que no tenía nada contra los actores. Comenta que las películas no son nada fieles a los libros y que se arruinó la posibilidad de adaptar toda la saga.

### Serie de televisión
Tras la adquisición de los activos de 21st Century Fox por The Walt Disney Company, el 14 de mayo de 2020 fue confirmado por el autor de los libros, Rick Riordan, a través de sus redes sociales que Percy Jackson y los dioses del Olimpo recibiría una nueva adaptación en forma de serie, que sería estrenada por Disney+.
Al contrario de las películas, Riordan se siente contento con respecto al proyecto de crear una serie de televisión.
El episodio piloto fue escrito por Rick Riordan y Jonathan E. Steinberg, con James Bobin como director. La serie es protagonizada por Walker Scobell como Percy, Leah Jeffries como Annabeth y Aryan Simhadri como Grover.
Su primera temporada cuenta con ocho episodios, y se centra en el primer libro. Las siguientes temporadas irán adaptando los siguientes libros uno a uno.
En su blog oficial, el autor ha desvelado que la serie está en las primeras fases de búsqueda de su casting, y también que la producción contaría con un generoso presupuesto a la altura de los nuevos éxitos de la plataforma (WandaVision y The Mandalorian).

### Novelas gráficas
En castellano solo se han publicado las novelas gráficas de los primeros tres libros (El ladrón del rayo, El mar de los monstruos y La maldición del titán), mientras que en inglés se han publicado todos los tomos.

### The Lightning Thief: The Percy Jackson Musical
The Lightning Thief: The Percy Jackson Musical es una adaptación musical del libro de Rick Riordan El ladrón del rayo.

### Videojuego
El 11 de febrero de 2010 salió a la venta en exclusiva para Nintendo DS un videojuego basado en la adaptación cinematográfica de El ladrón del rayo, desarrollado por Activision. Michael Splechta, de GameZone, lo calificó con un 6/10 y dijo: "Puede que Percy Jackson no cause sensación en lo que se refiere a los juegos relacionados con la película, pero los aficionados al combate por turnos pueden encontrar algunas cualidades positivas en este juego que, por lo demás, es muy sencillo" En Metacritic, el juego tiene una puntuación de 56 sobre 100 basada en 6 opiniones, lo que indica "críticas mixtas o medias".

## Personajes principales
- Percy Jackson: es hijo de Poseidón, dios de los mares y señor de los terremotos, y la mortal Sally Jackson. Es el protagonista de la saga. Es capitán de su cabaña y expretor de la Duodécima Legión. Es interpretado por Logan Learman en las películas.[52]

- Annabeth Chase: hija de Atenea, diosa de la sabiduría, los oficios, la estrategia en la guerra y las artes, novia de Percy desde El último héroe del olimpo.

- Grover Underwood: mejor amigo de Percy, es un sátiro que va en búsqueda de Pan, el dios de lo salvaje.

- Luke Castellan: hijo de Hermes, se podría decir que es la mano derecha del titán Cronos. Fallecido. Aceptó que el titán Cronos compartiera su cuerpo como venganza a los dioses, a los que odiaba porque ignoraban a sus hijos.

- Quirón: instructor del campamento Mestizo, es un centauro hijo de Cronos, pero usa una silla de ruedas para esconder su forma de caballo.

- Cronos: el señor del Tiempo y de los Titanes, padre de los Tres grandes y de otros más.
- Rachel Elizabeth Dare: Conoce a Percy en la Presa Hoover. Mortal que asiste a la escuela junto a Percy, es de mucha ayuda en la Batalla del Laberinto y se convierte en la nueva oráculo del Campamento Mestizo nombrada por Apolo.

- Clarisse la Rue: hija de Ares, el dios del combate sangriento.

- Tyson: Es un cíclope, hijo de Poseidón, y medio hermano de Percy. Aparece por primera vez en El mar de los monstruos.

- Thalia Grace: hija de Zeus, que le convirtió en pino a la entrada de la Colina Mestiza, cuando, se sacrificó para salvar a sus amigos Luke y Annabeth. Posteriormente cazadora de Artemisa.

- Nico Di Angelo: Hijo de Hades, dios de los muertos y gobernante del inframundo. Tiene los títulos de "Rey de los Fantasmas" (el cual se otorgó a sí mismo), y "Príncipe del Inframundo", al ser el hijo de Hades.

- Connor y Travis Stoll: Hijos de Hermes, dios de los mensajeros, los ladrones, de las fronteras y los viajeros que las cruzan. Co-capitanes de su respectiva cabaña.

- Silena Beauregard: hija de Afrodita, la diosa del amor y señora de las palomas; y cómplice, al principio voluntaria, de Luke. Espía del campamento. Fallecida en el Último Héroe del Olimpo al ocupar el lugar de su amiga Clarisse La Rue (hija de Ares) cuando esta no quiso presentarse a ayudar en la batalla contra Cronos por diferencias de ideas con otros campistas. Murió como una heroína, confesando haber pasado información vital a Cronos.

- Charles Beckendorf: hijo de Hefesto, señor de las fraguas, del fuego y dios de los herreros. Fallecido en la explosión del Andrómeda, el barco de Luke/Cronos. Tuvo una relación con Silena Beauregard, hija de Afrodita.

## Términos

### Los Tres grandes

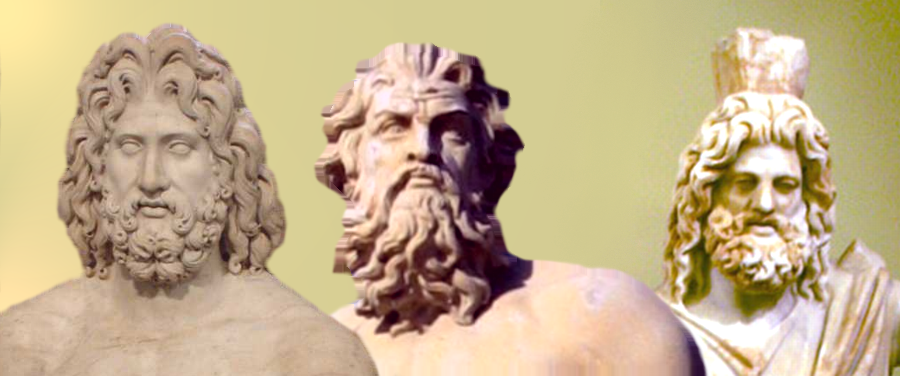
Los Tres grandes: Zeus, Poseidón y Hades.

Los Tres Grandes es un término colectivo que se refiere a los tres dioses principales del Olimpo: Zeus, Poseidón y Hades. Los Tres Grandes son iguales en poder en su mayor parte, con Poseidón comandando los mares que cubren la mayor parte de la Tierra, y Hades como dios del Inframundo, que representa a cada persona que ha muerto y es ahora un fantasma. Aunque Poseidón y Hades son un "gran poder", Zeus comanda el cielo que cubre toda la Tierra, pero tiene pocos habitantes, mientras que Poseidón y Hades tienen muchas más criaturas en sus reinos.
Percy vivió con su madre hasta los 12 años, cuando llegó al campamento Half-Blood. Durante la Segunda Guerra Mundial, Zeus intentó matar a Bianca y Nico destruyendo con un rayo todo el edificio en el que se encontraban, sin embargo la única muerte fue la de Maria di Angelo, madre de Bianca y Nico y amante de Hades. Después de eso, Nico y Bianca desaparecieron misteriosamente hasta que fueron encontrados en La maldición del Titán[11][13]. Todos los hijos de los Tres Grandes son odiados por los otros dos dioses; Percy fue odiado por Zeus y Hades en El ladrón del rayo, aunque llegaron a detestarlo más que a odiarlo. Hades odia a Talía e intenta matarla, pero al final Zeus la perdona y la convierte en un pino.

#### Pacto de los Tres grandes
Hace unos sesenta años, después de la Segunda Guerra Mundial, los Tres Grandes acordaron no engendrar ningún héroe más. Sus hijos eran demasiado poderosos. Ellos estaban afectando el curso de los acontecimientos humanos, causando demasiada carnicería. La Segunda Guerra Mundial, ya sabes, fue básicamente una lucha entre los hijos de Zeus y Poseidón por un lado, y los hijos de Hades por el otro. El bando ganador, Zeus y Poseidón. Hades hizo un juramento con ellos: no más asuntos con mujeres mortales. Todos ellos lo juraron por el río Estigia.
Grover Underwood explicando el pacto.

Los Tres Grandes son los dioses más poderosos del Olimpo, por lo que sus hijos semidioses son los mestizos más poderosos. Los mestizos causaron grandes problemas durante la Segunda Guerra Mundial, con los hijos de Zeus y Poseidón por un lado y los hijos de Hades por otro. El final llegó cuando el Oráculo predijo que un hijo semidiós de los Tres Grandes destruiría o salvaría el Olimpo cuando cumpliera 16 años, así que los tres dioses juraron por el río Estigia no tener más hijos con mortales. Este pacto se denominó "Pacto de los Tres Grandes".
Aunque todos acordaron no tener más hijos semidioses, la promesa fue incumplida por los dioses, a excepción de Hades, que ya tenía dos hijos antes del juramento. Zeus rompió la promesa y tuvo a Thalia Grace, mientras que cinco años después Poseidón tuvo a Percy. Nico y Bianca, los hijos de Hades, no fueron contrarios a las reglas del juramento, ya que nacieron antes de que éste se realizara, pero fueron congelados en el tiempo en el "Hotel y Casino Lotus". En El mar de los monstruos se descubre que Poseidón tuvo hijos cíclopes, como Tyson, errores considerados entre los dioses y espíritus de la naturaleza.
En El último héroe del Olimpo Percy pone fin al Pacto de los Tres Grandes.

### Semidioses
Los semidioses o mestizos son humanos mortales, nacidos de los dioses y, por tanto, mitad hombre, mitad dios. Todos los semidioses tienen poderes, relacionados con el dominio de su progenitor divino, y estas habilidades se fortalecen con la edad. En general, la mayoría de los semidioses ayudan voluntariamente a sus dioses padres, utilizando sus habilidades y poderes legendarios. Muchos se convirtieron en grandes héroes, reyes, príncipes, dictadores y personas influyentes en el mundo[9].
Aunque la mayoría de los semidioses son creados como seres humanos, algunos como los hijos de Atenea, nacen de los pensamientos de su madre fusionados con los de su padre.
Los semidioses son completamente indistinguibles de los humanos dado que los dioses no tienen ADN, los semidioses no tienen características inhumanas. No tienen una forma divina, sin embargo heredan algunas características de la forma divina de sus dioses padres, por ejemplo, Percy heredó el pelo negro y los ojos verdes de Poseidón, Annabeth heredó los ojos grises de Atenea, Thalia y Jason heredaron los ojos azules de Zeus y Thalia también heredó su pelo negro a diferencia de Jason porque es romano. Nico y Bianca heredaron el pelo negro, los ojos oscuros y la piel pálida de Hades, los hijos de Afrodita heredaron su belleza, los hijos de Hermes heredaron sus rasgos faciales. Los hijos de Hefesto, como Charles Beckendorf, heredaron sus habilidades con la mecánica, por lo general tienden a tener cuerpos musculosos y manos callosas por trabajar en la forja todo el día.
La mayoría de los semidioses tienen TDAH, lo que les ayuda en las batallas, y dislexia, porque sus cerebros están "programados" para el griego o el latín antiguos. Los semidioses son los únicos seres mortales que pueden ver parcialmente a un dios en su forma divina sin ser desintegrados, ya que el icor de su sangre los mantiene vivos. Los semidioses heredan algún poder sobre el dominio de sus padres divinos, como las habilidades de Percy para manipular el agua. Algunos semidioses también muestran el control de la magia, como cuando la peña de Apolo maldijo a la peña de Ares haciendo rimas, o cuando invocan monstruos, aunque Luke es el único personaje que lo hace. Los semidioses también tienen una amplia variedad de otras habilidades que todos comparten, pero estas habilidades varían según el padre, incluyendo fuerza sobrehumana, velocidad, sentidos sobrehumanos, agilidad, curación con facilidad, durabilidad, resistencia, entre otras. En El Héroe Perdido se menciona que los dioses tienen influencia sobre ciertos poderes especiales que pueden recibir sus hijos, como por ejemplo que Hefesto conceda a su hijo Leo el poder de controlar el fuego, y que Afrodita conceda a sus hijos la palabra de encantamiento, que al ser utilizada hace que cualquiera conceda los favores del semidiós.

### Sueños
Los semidioses suelen tener sueños, que son visiones y tienen un significado. Percy Jackson tiene a menudo sueños importantes, como sus sueños sobre Thalia en El ladrón del rayo y en El mar de los monstruos, donde describe las características de una chica, que más tarde supo que era Thalia. Su vínculo con Grover en El mar de los monstruos, donde se conectan durante los sueños de Percy, y ambos pueden hablar.
Al principio del segundo capítulo de El último héroe del Olimpo, Percy aclara:
"Los sueños de los semidioses son terribles. El problema es que nunca son solo sueños. Acaban siendo visiones, premoniciones y todas esas cosas místicas que hacen que me duela el cerebro."

### Árbol de Thalia
Cinco años antes de que Percy fuera al Campamento Mestizo, Thalia, Annabeth, Luke y Grover viajaban al campamento Mestizo. Tjalia era la hija de Zeus, lo que se consideró una barbaridad, teniendo en cuenta que los Tres Grandes juraron no volver a tener hijos con mortales. Hades se enfureció y envió un ejército de monstruos del inframundo para matarla. Grover le dijo a Percy en El ladrón del rayo que había tomado un atajo equivocado (a una guarida de cíclopes en Brooklyn) y que había llegado demasiado tarde al Campamento Mestizo. Los monstruos estaban sólo a unos metros detrás de ellos. Antes de que llegaran a salvo al interior de los límites mágicos del campamento, los monstruos los atacaron. Thalia le dijo a Luke que llevara a Annabeth y a Grover al Campamento mientras ella se enfrentaba a los monstruos. A petición de Thalia, los demás corrieron hacia los límites del Campamento Mestizo. Durante la batalla, Thalia fue herida de muerte. Mientras moría, Zeus se apiadó de su hija y la convirtió en un pino para que su alma no fuera llevada al Hades. Desde ese día, su pino representó las fronteras del Campamento. Repelió a todos los monstruos y mortales. La única forma de que un monstruo entre es ser invocado dentro, como se muestra en El ladrón del rayo, y en El mar de los monstruos, cuando Annabeth permitió que Tyson, el hermanastro de Percy y cíclope, entrara en el campamento solo para que pudiera ayudar a Percy a derrotar a los toros de bronce que estaban invadiendo el Campamento Mestizo.
En El Mar de los Monstruos, Percy, Annabeth y Tyson parten en busca del Vellocino de Oro, la única cura para el árbol de Thalia tras ser envenenado por Luke. Después de su aventura en el Mar de los Monstruos , pusieron el vellocino en el árbol de Thalia. Inmediatamente el árbol comenzó a sanar y a expulsar el veneno. Varios días después, mientras Annabeth estaba de guardia (porque no había ningún guardia hasta el momento), Thalia fue expulsada del árbol. Sin embargo, esto fue un plan de Cronos desde el principio para darle otra oportunidad de controlar la profecía.
El pino sigue presente, solo que ahora utiliza el vellocino como energía y está custodiado por un dragón llamado Peleus.

### Oráculo
Hasta el final de El último olímpico, el Oráculo era un esqueleto, una criatura momificada que residía en el ático de la Gran Casa del Campamento Mestizo. El Oráculo se encuentra actualmente en Rachel Elizabeth Dare, una mortal que puede ver a través de la niebla.
Los semidioses que viven en el campamento van a visitarlo con la esperanza de recibir profecías, para que salgan en una misión y se conviertan en héroes[8]. En La maldición del Titán, el Oráculo sale del ático por primera vez para entregar una profecía a Zoë, una cazadora de Artemisa, diciéndole cómo puede salvar a su dama. Muchas profecías fueron pronunciadas por el Oráculo, probablemente tantas que no serán recordadas[8] La naturaleza del Oráculo es finalmente revelada en El último olímpico[13] El espíritu del Oráculo, residía en jóvenes doncellas, dándoles la capacidad de prever el futuro[13] Los poderes sólo podían ser concedidos a mortales con la capacidad de ver a través de la niebla. [13] El espíritu debe pasar a otro cuerpo tras la muerte del anterior Oráculo, pero el último mortal que fue acogido por el espíritu del Oráculo fue maldecido por Hades tras la pronunciación de la Gran Profecía, ya que había provocado la muerte de María di Angelo, madre de Bianca y Nico di Angelo. [Hades maldijo a Oráculo para que nunca pudiera trasladarse a otra hueste humana, ni siquiera cuando su hueste muriera,[13] hasta que los hijos de Hades y él mismo, fueran aceptados por los dioses y el Campamento de la Media Sangre.[13] Hades esperaba que el espíritu de Oráculo desapareciera cuando la hueste se redujera a polvo, y finalmente no ocurrió nada.
May Castellan, la madre de Luke, intentó ser la nueva anfitriona, sin conocer la maldición. Tratando de canalizar el poder del Oráculo bajo la maldición de Hades, destruyó su mente, haciendo que asustara a Luke, provocando que huyera de casa y viviera en las calles. Siguió teniendo visiones distorsionadas de la muerte inminente de su hijo mucho tiempo después del incidente[13] Tras los acontecimientos de la Segunda Guerra con los Titanes, Hades se reconcilió con su familia y eliminó su maldición, permitiendo al Oráculo elegir a su próximo huésped. El espíritu fue entonces transmitido a Rachel. El nuevo hogar del Oráculo de Delfos se encuentra en una cueva en la ladera de una colina que creó Apolo[13].

### Mensaje Iris
Se trata de mensajes de vídeo que pueden utilizarse para comunicarse con otras personas mediante un arco iris. El servicio está dirigido por Iris, diosa del arco iris.
Por lo general, son los mestizos quienes lo utilizan. Para enviar un mensaje, hay que encontrar o crear un arco iris y luego lanzar un dracma de oro o cualquier cosa que tenga un buen precio, y decir o pensar muy profundamente: Oh Iris, diosa del arco iris, acepta mi oferta. Annabeth es el primer personaje que utiliza este tipo de comunicación en la serie, en El ladrón del rayo, lo utiliza para comunicarse desde Nueva York con Quirón en el Campamento Mestizo. También se pueden enviar a los dioses, como cuando Percy se conectó con el Sr. D en La maldición del Titán.
En La batalla del laberinto, Percy recibe un mensaje de "cobro revertido" de Iris, en el que le pide que deposite dracmas en la imagen por cada cinco minutos de conversación. Esto ocurre solo una vez, y se revela en la trama del libro que fue enviado por Bianca di Angelo desde el Inframundo.

### Niebla
La niebla, es una fuerza sobrenatural que distorsiona la visión de los mortales para que no vean monstruos, dioses, titanes y otras criaturas míticas y sucesos sobrenaturales, sustituyéndolos por cosas que la mente mortal puede comprender. En El ladrón del rayo, los mortales describieron la espada de Percy, Contracorriente, con un rifle. Algunos mortales, como Rachel Elizabeth Dare, Sally Jackson, Ariadna y May Castellan pueden ver a través de la niebla. Los mestizos y las criaturas míticas, como los sátiros, pueden ver a través de la niebla la mayor parte del tiempo (aunque a veces la niebla es lo suficientemente fuerte como para engañar a los semidioses) y manipularla hasta cierto punto.

## Series relacionadas

### Secuelas

#### Los héroes del Olimpo
Los héroes del Olimpo es una serie secuela, también basada en el Campamento Mestizo y la mitología griega, y presenta el Campamento Júpiter y su mitología romana asociada. El primer libro, El héroe perdido, salió a la venta el 12 de octubre de 2010: y el último, La sangre del Olimpo, el 7 de octubre de 2014. Al igual que la primera serie, consta de cinco libros El héroe perdido, El hijo de Neptuno, La marca de Atenea, La casa de Hades, La sangre del Olimpo.

#### Las pruebas de Apolo
La continuación de la serie de libros de Los Héroes del Olimpo se titula Las pruebas de Apolo. Está escrita desde el punto de vista de Apolo, que ha sido expulsado del Olimpo por Zeus. Consta de otros cinco libros: El oráculo oculto, La profecía oscura, El laberinto en llamas, La tumba del tirano y La torre de Nerón.

### Otras series

#### Las Crónicas de Kane
Las novelas están ambientadas en el mismo universo ficticio que las tres series de libros anteriores, y están narradas alternativamente en primera persona por los dos hermanos protagonistas, Carter y Sadie Kane. Los hermanos descienden de los dos faraones Narmer y Ramsés el Grande y son poderosos magos. Ellos y sus amigos se ven obligados a enfrentarse a dioses y diosas egipcios que aún interactúan con el mundo real. La serie incluye una trilogía principal compuesta por La pirámide roja (2010), El trono de fuego (2011) y La sombra de la serpiente (2012). Cuenta con tres libros que se mezclan con Las crónicas del Campamento Mestizo, y son: El hijo de Sobek, El Báculo de Serapis, La Corona de Ptolomeo.

#### Magnus Chase y los dioses de Asgard
El protagonista principal, Magnus Chase, hijo del dios Vanir de la fertilidad Frey, narra la novela en primera persona. Mantiene una relación con Alex Fierro, otro personaje principal, y su valquiria es Samirah al-Abbas, una hija de Loki. También es primo de Annabeth Chase, protagonista de las series Percy Jackson y los dioses del Olimpo y Los Héroes del Olimpo. La serie consta de una trilogía de libros, La espada del tiempo (2015), El martillo de Thor (2016) y El barco de los muertos (2017) así como otros dos libros extra: Héroes nórdicos y Los nueve mundos.